# گانینگ بدفورد جونیور
گانینگ بدفورد جونیور (.Gunning Bedford Jr) (زادهٔ ۱۷۴۷ – درگذشتهٔ ۳۰ مارس ۱۸۱۲)، از پدران بنیان‌گذار ایالات متحده، عضو کنگره کنفدراسیون (کنگره قاره‌ای)، دادستان کل ایالت دلاور، عضو کنوانسیون ۱۷۸۷ قانون اساسی که طی آن کنوانسیون، ایالات متحده ترتیب گردید، یکی از امضاءکنندگان قانون اساسی ایالات متحده و قاضی ناحیه‌ای ایالات متحده در محکمه ناحیه‌ای دلاور ایالات متحده بود.

## تحصیلات و حرفه
بدفورد در ۱۷۴۷ میلادی در فیلادلفیا، استان پنسیلوانیا، آمریکای بریتانیایی متولد شد و پنجمین فرزند از ۱۱ فرزند یک خانواده ثروتمند بود. او در ۲۵ سپتامبر ۱۷۷۱ با درجه ممتاز از کالج نیوجرسی (دانشگاه پرینستون کنونی) فارغ‌التحصیل شد و در جریان کالج هم‌کلاسی جیمز مدیسون بود. او وارد نظام دادگاهی دلاور شده و از ۱۷۷۹ تا ۱۷۸۳ میلادی به‌طور خصوصی به عنوان وکیل دادگستری در دوور کار کرد.
در ۱۷ ژوئیه ۱۷۷۵، در جریان جنگ انقلاب آمریکا، دومین کنگره قاره‌ای تصمیم گرفت تا بدفورد را به عنوان معاون رئیس عمومی آرایش نظامی نیویورک در ارتش قاره‌ای انتخاب نماید. در ۲۸ فوریه ۱۷۷۶، وی در ارتش شمالی در کانادا توظیف گردید تا در آنجا به‌طور ماهانه آرایش نظامی نیروها را بررسی نماید. در ۱۸ ژوئن ۱۷۷۶، وی به سمت رئیس عمومی آرایش نظامی ترفیع داده شده و در نیویورک موظف گردید. او برای مدتی کوتاهی به عنوان دستیار ژنرال جورج واشینگتن خدمت کرد.
او از ۱۷۸۳ – ۱۷۸۵ میلادی به عنوان نماینده در کنگره کنفدراسیون خدمت کرد. وی از ۲۶ آوریل ۱۷۸۴ تا ۲۶ سپتامبر ۱۷۸۹ دادستان کل دلاور بود. وی در سپتامبر ۱۷۸۶ به عنوان عضو کنوانسیون آناپولیس گماشته شد، اما در این کنوانسیون شرکت نکرد. وی در ۱۷۸۷ میلادی در کنوانسیون قانون اساسی که قانون اساسی ایالات متحده را ترتیب نمود به عنوان نماینده خدمت کرد و یکی از امضاءکنندگان قانون اساسی بود. در جریان کنوانسیون، تهدید بدفورد «آنهای که کوچک هستند یک متحد خارجی که شرف بیشتر و نیت خوب داشته باشند، پیدا خواهند کرد. متحدانی که دست آنها را می‌گیرد و عدالت را برای آنها به اجراء می‌گذارد»، توسط برخی دیگر از نمایندگان به صدای بلند خیانت‌آمیز خوانده شد.
او در ۱۷۸۷ میلاد عضو کنوانسیون دلاور بود، کنوانسیونی که قانون اساسی ایالات متحده در آن تصویب شد. بدفورد در ۱۷۸۸ میلادی عضو شورای قانون‌گذاری دلاور (حالا مجلس سنای دلاور) بود. بدفورد در ۲۴ سپتامبر ۱۷۸۹ میلادی از سوی رئیس‌جمهور جورج واشینگتن برای کرسی قاضی ناحیه‌ای ایالات متحده برای ناحیه دلاور نامزد گردید، کرسی که جدیداً توسط ۱ فرمان شماره ۷۳ تأسیس شده بود. وی در ۲۶ سپتامبر ۱۷۸۹ از سوی مجلس سنای ایالات متحده تأیید گردید و در همان روز مأموریت خود را آغاز کرد. بدفورد یکی از دادخواهان پیشتاز پایان برده‌داری بود.

## خانواده
بدفورد پسر عموی گانینگ بدفورد سینیور، فرماندار دلاور، بود. وی در اواخر ۱۷۷۲ یا اوایل ۱۷۷۳ با جین بالریو پارکر، دختر جیمز پارکر، ناشری که پیشه خود را از بنجامین فرانکلین آموخته بود، ازدواج نمود. بدفورد پنج فرزند داشت و هیچ‌کدام از فرزندان وی ازدواج نکرد. در ۱۷۹۳ میلادی، او لامباردی هال که در زمینی به مساحت ۲۵ آکر در براندی‌واین هاندرین واقع شده بود را خریداری کرد.

## مرگ و میراث
وی در ۳۰ مارس ۱۸۱۲، زمانی که به عنوان قاضی فدرال خدمت می‌کرد، درگذشت. وی در نخست در گورستان پرسبیترین در ویلمینگتون به خاک سپرده شده بود. جسد وی بعداً به گورستان ماسونیک هوم در کریستیانا، دلاور انتقال داده شد. گورستان قبلی که اکنون در کتابخانه مؤسسه ویلمینگتون واقع شده‌است.

## ارجاعات
1. 1 2  Gunning Bedford sr. در  فهرست زندگی‌نامه‌ای قضات فدرال، منتشرشده توسط مرکز قضایی فدرال (در مالکیت عمومی).
2. ↑  Fradin, Dennis Brindell (2005). The Founders: The 39 Stories Behind the U.S. Constitution. New York: Walker & Company. p. 8. ISBN 0-8027-8972-2. Retrieved 16 August 2019.
3. ↑  Morton, Joseph C. (2006). Shapers of the Great Debate at the Constitutional Convention of 1787. Westport, Connecticut: Greenwood Press. p. 31. ISBN 0-313-33021-2. Retrieved 16 August 2019.
4. ↑  Littleton, Harold T.J. "Gunning Bedford Biography". Lombardy Hall History. Granite-Corinthian Lodge No. 34, A.F. & A.M. ; Grand Lodge of Delaware. Retrieved July 13, 2015.
5. ↑  Klett, Joseph R. (1996). Genealogies of New Jersey Families: Families A-Z, pre-American notes on old. Baltimore, Maryland: Genealogical Publishing Company. p. 687.
6. ↑  "The Founding Fathers: Delaware". The Founding Fathers: Delaware. US Archives. Retrieved July 13, 2015.
7. ↑  گانینگ بدفورد جونیور در دایرکتوری زندگی‌نامه‌ای کنگره ایالات متحده
8. ↑  Congressional Edition, Volume 4045 Journals of the American Continental Congress. Washington DC: U.S. Government Printing Office. 1901. pp. 631–632.
9. ↑  Fradin, Dennis Brindell (2005). The Founders: The 39 Stories Behind the U.S. Constitution. New York: Walker & Company. p. 8. ISBN 0-8027-8972-2. Retrieved 16 August 2019.
10. ↑  New Republic, August 7, 2002.
11. ↑  Fradin, Dennis Brindell (2005). The Founders: The 39 Stories Behind the U.S. Constitution. New York: Walker & Company. p. 9. ISBN 0-8027-8972-2. Retrieved 16 August 2019.
12. ↑  "National Historic Landmarks". National Park Service. Archived from the original on December 6, 2007. Retrieved July 14, 2015.
13. ↑  Littleton, Harold T.J. "Lombardy Hall". Granite-Corinthian Lodge No. 34, A.F. & A.M. ; Grand Lodge of Delaware. Retrieved July 14, 2015.
14. ↑  Gunning Bedford Jr. در  فهرست زندگی‌نامه‌ای قضات فدرال، منتشرشده توسط مرکز قضایی فدرال (در مالکیت عمومی).
15. ↑  McKenney, Janice (2013). Women of the Constitution: Wives of the Signers. District of Columbia: Romand & LIttlefield. p. 11. ISBN 978-0-8108-8499-1.